# 사막에서 연어낚시
《사막에서 연어낚시》(Salmon Fishing in the Yemen)는 라세 할스트룀이 감독을 맡은 2011년에 개봉한 영국의 로맨틱 코미디 드라마 영화이며, 이완 맥그리거, 에밀리 블런트, 크리스틴 스콧 토머스, 아미르 웨이키드가 주연으로 출연하였다. 2007년에 출판한 폴 토데이의 동명의 소설을 배경으로 했으며, 사이먼 뷰포이가 각본을 맡은 이 영화는 예멘의 사막에 플라이 피싱을 도입하려는 셰이크(왕자)의 꿈을 도와달라는 컨설턴트의 의뢰를 받아, 연어를 상류로 거슬러 올라가게 하는 불가능한 꿈을 가능케 하려는 어업 전문가에 대한 영화이다. 2010년 8월 30일부터 런던, 스코틀랜드, 모로코에서 촬영되었다. 첫 시사회는 2011년 토론토 국제 영화제에서 열렸다. 영화는 개봉후 대체적으로 긍정적인 평가를 받았고, 전세계적으로 34,564,651 달러의 수익을 거뒀다.

## 줄거리
수산 전문가 알프레드 존스는 예멘에 연어 낚시를 도입하려는 프로젝트에 대한 자문 요청을 받는다. 부유한 예멘 족장이 자금을 대고 영국 외무부가 지원하는 이 프로젝트에 대해 알프레드는 예멘 환경이 연어 서식에 부적합하다며 처음엔 일축한다. 하지만 영국 총리실은 이 프로젝트를 영국과 이슬람 세계 간의 관계를 개선하는 데 도움이 될 긍정적인 이야기로 여기고, 알프레드는 어쩔 수 없이 이 프로젝트에 참여하게 된다.
알프레드는 프로젝트 책임자인 해리엇을 만나면서 점차 프로젝트에 대한 생각을 바꾸고, 족장을 만나 그의 확고한 믿음에 감명받는다. 알프레드는 아내가 제네바로 이직하자 프로젝트에 더욱 몰두하고, 해리엇과 함께 일하며 진전을 보인다. 하지만 해리엇의 남자친구인 특수부대 대위가 작전 중 실종되면서 둘의 관계는 어려움을 겪는다. 슬픔에 잠긴 해리엇을 위로하려던 알프레드는 그녀와 가까워지고, 서로에게 끌림을 느끼게 된다.
한편, 족장은 서구 문화를 도입한다는 비난을 받으며 이슬람 극단주의자들의 위협에 직면한다. 영국 정부는 강에서 연어를 가져오는 것에 대한 반대 때문에 양식 연어를 사용해야 한다고 주장하지만, 족장은 양식 연어가 야생에서 살아남을 수 없을 것이라며 이를 거부한다. 이에 영국 정부의 지원이 중단되고, 알프레드는 정부 직을 사임하고 프로젝트를 계속하기로 결심한다.
알프레드는 아내와의 갈등 끝에 자신의 결혼 생활이 끝났음을 깨닫고, 해리엇을 사랑하고 있다는 것을 자각한다. 그는 족장에게 양식 연어를 다시 시도해 볼 것을 설득한다. 이후 예멘으로 돌아온 그들은 다시 가까워지지만, 알프레드가 해리엇에게 자신의 감정을 고백하기 직전, 해리엇은 생존한 남자친구와 재회하며 알프레드는 상심에 빠진다. 하지만 해리엇은 남자친구에 대한 감정이 변했음을 느끼고, 알프레드에게 다시 돌아가려고 한다.
연어 방류 행사 당일, 테러리스트들이 댐을 파괴하여 홍수가 나고 지역 사회는 폐허가 된다. 족장은 지역 사회와 함께 재건할 것을 맹세하고, 알프레드는 이들을 돕기로 결정한다. 마지막으로 해리엇은 알프레드를 찾아와 그와 함께 할 것을 제안한다. 둘은 함께 폐허가 된 강을 바라보며 연어가 살아남았음을 확인하고, 함께 재건을 시작한다.

## 출연
- 이완 맥그리거 - 앨프리드 "프레드" 존스
- 에밀리 블런트 - 해리엇 체투드탤벗
- 크리스틴 스콧 토머스- 퍼트리샤 맥스웰
- 암르 와케드 - 시크 무함마드
- 레이철 스털링 - 메리 존스
- 캐서린 스테드먼 - 애슐리
- 톰 마이슨 - 로버트 마이어스
- 휴 사이먼 - 외무부 장관
- 콘리스 힐 - 버너드 석던
- 스티븐 블레이크 - 내각 장관
- 왈리드 아흐타르
- 피파 안드레
- 시몬 리브먼
- 제임스 커팅
- 와다흐 알막타리
- 무함마드 아와드
- 함자 사이이드
- 와일 하자르
- 해미시 그레이 - 말콤
- 압둘 알루미카니